# Amédée Artus
Amédée Urbain Louis Henry Joseph Artus (Perpinyà, 28 d'octubre de 1815 - Illa, Rosselló, 26 de març de 1892) va ser un director d'orquestra i compositor nord-català.
Era el germà petit d'Alexandre Artus, també director d'orquestra i compositor i cunyat de l'actor i director teatral Charles de Chilly.

## Biografia
Amédée Artus era membre d'una família de músics. El seu pare Joseph Pierre Artus (1791-1864) era violista i els seus germans tocaven diversos instruments: Napoléon era timbaler, Prosper percussionista, Alexandre violonista i cornetista i Édouard pianista i cantant. Amédée Artus va ingressar al Conservatori Nacional de Música de París on va obtenir el 2n premi de trompeta en 1839 i després el 1r premi en 1840.
Esdevé director d'un dels teatres de l'Ambigu-Comique el 1842, després de Porte-Saint-Martin i l'Odeon, i és l'autor de més de 700 peces de música incidental.

## Obres
- 1842: Paris la nuit, drama en 5 actes i 8 quadres de Charles Dupeuty i Eugène Cormon, au théâtre de l'Ambigu-Comique (26 juin)
- 1843: Un Français en Sibérie, drama en 3 actes de Charles Lafont i Noël Parfait, de l'Ambigu-Comique (27 de juliol)[7]
- 1843: Les Bohémiens de Paris, drama en 5 actes d'Adolphe d'Ennery i Eugène Grangé, de l'Ambigu-Comique (27 setembre)
- 1844: Les Amants de Murcie, drama en 5 actes i 6 quadres de Frédéric Soulié, de l'Ambigu-Comique (9 de març)
- 1845: Les Mousquetaires, drama en 5 actes i 12 quadres d'Alexandre Dumas i Auguste Maquet, de l'Ambigu (27 d'octubre)
- 1846: La Closerie des Genêts, drama en 5 actes i 8 quadres de Frédéric Soulié, de l'Ambigu-Comique (14 d'octubre)
- 1847: Le Fils du diable, drama en 5 actes i 12 quadres de Paul Féval i Saint-Yves, de l'Ambigu-Comique (24 d'agost)
- 1848: Le Morne-au-Diable, drama en 5 actes i 7 quadres d'Eugène Sue, mise en scène de Saint-Ernest, de l'Ambigu-Comique (5 d'agost)[8]
- 1849: Le Pardon de Bretagne, drama en 5 actes i 7 quadres de Marc Fournier, de l'Ambigu-Comique (13 janvier)
- 1853: Le Ciel i l'Enfer, féérie mêlée de chants i de danses, en 5 actes i 20 quadres, d'Hippolyte Lucas, Eugène Barré i Victor Hugo, de l'Ambigu-Comique (23 maig)[9]
- 1854: Le Juif de Venise, drama en 5 actes i 7 quadres de Ferdinand Dugué, d'après Le Marchand de Venise de Shakespeare, de l'Ambigu-Comique (13 de gener)
- 1857: Les Chevaliers du brouillard, drama en 5 actes i 10 quadres d'Adolphe d'Ennery i Ernest Bourget, au théâtre de la Porte-Saint-Martin (10 juliol)
- 1860: Le Juif errant, drama à grand spectacle en 5 actes i 17 quadres, avec prologue i épilogue d'Arthur Dinaux i Adolphe d'Ennery, d'après le roman d'Eugène Sue, de l'Ambigu-Comique (15 juin)[10]
- 1866: La Bergère d'Ivry, drama en 5 actes d'Eugène Grangé i Lambert-Thiboust, de l'Ambigu-Comique (30 juin)[11]
- 1868: Le drama de Faverne, drama en 5 actes i 6 quadres de Théodore Barrière i Léon Beauvallet, de l'Ambigu-Comique (6 febrer)
- 1881: Les Mille i Une Nuits, féérie en 3 actes i 31 quadres d'Adolphe d'Ennery i Paul Ferrier, au théâtre du Châtelet (14 desembre)

## Distincions
- Oficial d'Acadèmia (Palmes académiques) arrêté du 1er janvier 1889.[12]